# 内溪乡
内溪乡，是中华人民共和国湖南省湘西土家族苗族自治州龙山县下辖的一个乡镇级行政单位。

## 行政区划
内溪乡下辖以下地区：
内溪村、塘口村、西眉村、伴住村、坡松村、灭贼村、吴家村、沙湖村、洞坎村、树车村、双科村、岩力村、双坪村和五官村。